# Nicolai Wammen

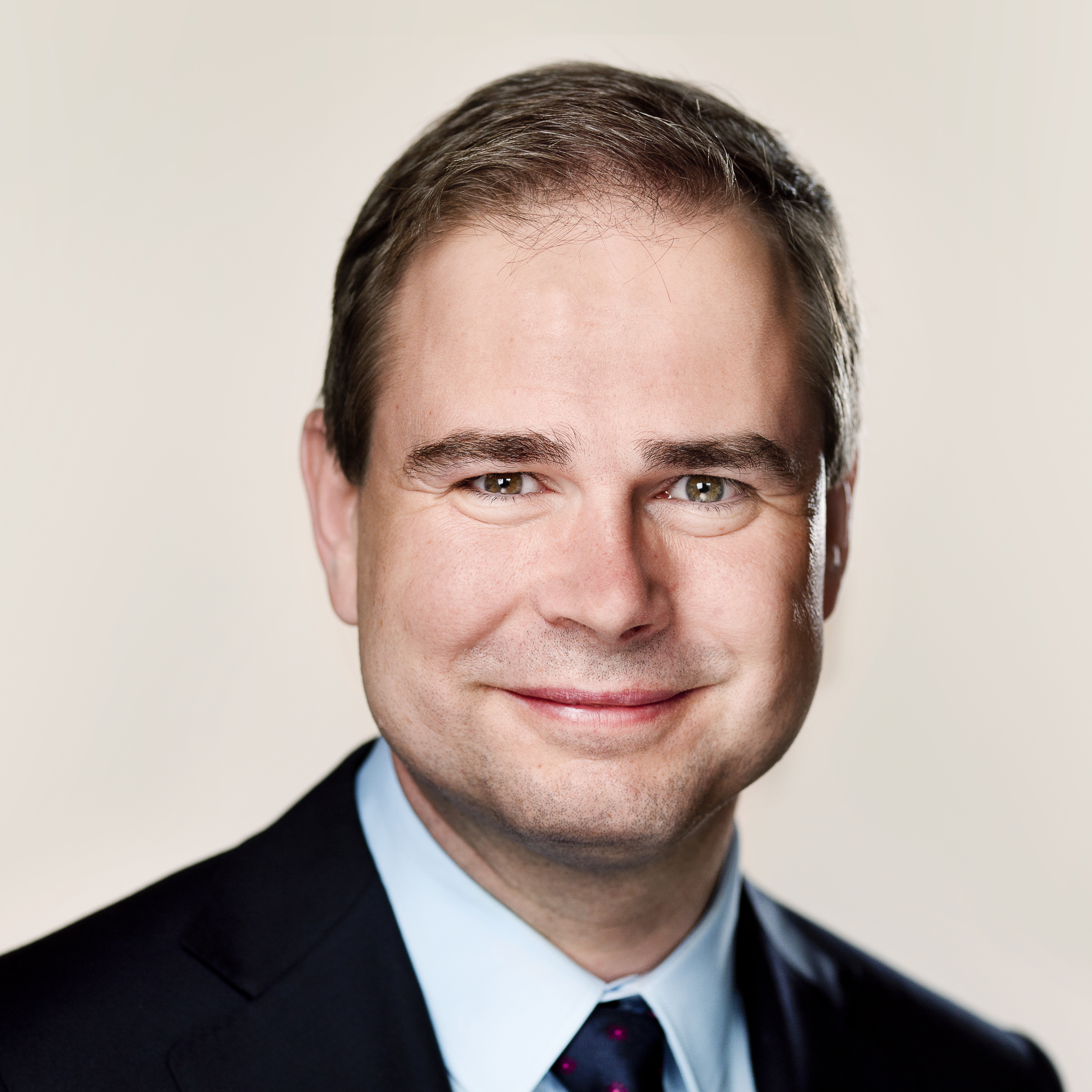
Nicolai Wammen (2011)

Nicolai Halby Wammen (* 7. Februar 1971 in Holbæk) ist ein dänischer Politiker der Socialdemokraterne und derzeitiger Finanzminister. Davor bekleidete er bereits die Posten des Europa- sowie des Verteidigungsministers.

## Leben
Der Sohn eines Journalisten und einer Logopädin studierte nach dem Besuch der Brobjergskolen und des Marselisborg Gymnasium Politikwissenschaften an der Universität Aarhus. Bereits während seines Studiums engagierte er sich in der Kommunalpolitik in Aarhus und war zwischen 1997 und 2001 sowohl Mitglied des dortigen Stadtrates als auch Mitglied des Vorstandes der Aarhuser Festwoche, der Aarhus Festuge.
Nachdem er 1998 erfolglos für ein Mandat im Folketing im Wahlkreis Skanderborgkreds kandidierte, wurde er nach Abschluss seines Studiums bei der Folketingswahl 2001 erstmals zum Abgeordneten in den Folketing gewählt und vertrat dort bis zum 8. Februar 2005 den Wahlkreis Århus Amtskreds. Während dieser Zeit war er auch von 2001 bis 2004 finanzpolitischer Sprecher der sozialdemokratischen Fraktion.
Im Anschluss wurde er als Nachfolger von Louise Gade zum Bürgermeister der Aarhus Kommune gewählt und bekleidete dieses Amt bis 2011.
Bei der Folketingswahl 2011 wurde Wammen wiederum zum Abgeordneten gewählt und vertritt seither die Interessen des Wahlkreises Østjyllands Storkreds im Folketing. Am 3. Oktober 2011 berief ihn Ministerpräsidentin Helle Thorning-Schmidt zum Europaminister in die neugebildete Regierung Dänemarks.
Von Oktober 2011 bis August 2013 war er dänischer Europaminister, anschließend vom 9. August 2013 bis zum 28. Juni 2015 dänischer Verteidigungsminister. Nach der erfolgten Folketingswahl 2019 ist Wammen seit dem 27. Juni 2019 dänischer Finanzminister. 